# Capoeta trutta
Capoeta trutta is een straalvinnige vissensoort uit de familie van de eigenlijke karpers (Cyprinidae). De wetenschappelijke naam van de soort is voor het eerst geldig gepubliceerd in 1843 door  Johann Jakob Heckel.
C. trutta werd in 1836 verzameld in rivieren bij Aleppo en de Tigris bij Mosoel (Syrië) tijdens een wetenschappelijke reis van de geoloog Joseph Russegger.